# Pitaval

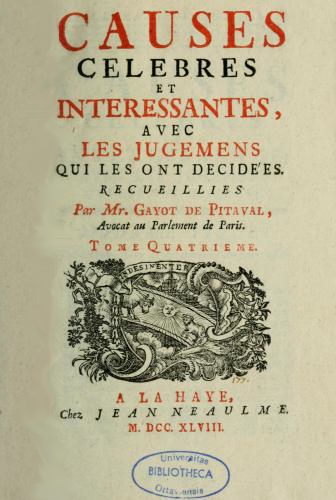
Sbírka Causes célèbres et intéressantes od spisovatele Françoise de Pitavala

Pitaval je sbírka kriminálních příběhů.

## Historie
Název vznikl podle jména francouzského právníka a spisovatele Françoise de Pitaval (1673–1743), který vydal známou sbírku zajímavých kriminálních případů Causes célèbres et intéressantes (1734–1743, celkem dvacet svazků).
Slovo pitaval použil pro svou sbírku kriminálních případů například Egon Erwin Kisch (Pražský pitaval, 1931) nebo Vladimír Segeš (Prešporský pitaval, 2005). Název Pitaval se také vyskytuje v názvu československého televizního seriálu Malý pitaval z velkého města z roku 1982.
V přeneseném významu (striktně vzato se nejednalo o kriminální příběhy) slovo pitaval použil Jiří Brázda v názvech svých knih Notářský pitaval a Nový notářský pitaval.